# Monarquia parlamentària

Estats amb monarquia parlamentària

あLa monarquia parlamentària és el sistema de govern comú en moltes democràcies occidentals actuals en el qual el rei o monarca exerceix la funció de cap d'estat sota el control del poder legislatiu (parlament) i del poder executiu (govern). Les normes i decisions emanades de les diferents cambres parlamentàries regulen no només el funcionament de l'estat sinó també l'actuació.
En la majoria de les monarquies parlamentàries actuals l'autonomia i poders del monarca estan molt limitats i retallats, podent el Parlament en qualsevol moment prendre decisions que obliguin al seu compliment per part del Rei. Les excepcions a aquestes limitacions generalitzades són pures reminiscències històriques que es mantenen per tradició en algunes monarquies més antigues, encara que normalment es refereixen a temes de poca transcendència per a la vida política del país. La presa efectiva de decisions es manté en el govern i en les diferents càmeres de representació parlamentària, que en una monarquia parlamentària són considerats els dipositaris de la sobirania popular.
En aquest tipus de sistema polític el monarca sanciona les lleis i decrets que li són presentats per a signar per part del govern i parlament. Així mateix, pot invalidar els poders del govern i el parlament quan aquests no actuïn d'acord amb el sentit comú o els desitjos del poble.
Sol ser habitual en una monarquia parlamentària que el monarca gaudeixi de privilegis en funció del seu paper com a màxim representant del país i cap d'estat. Aquests privilegis solen referir-se no només al manteniment econòmic de la família reial i la seva seguretat, sinó també a qüestions d'immunitat jurídica, etcètera, que per afectar un dels principals òrgans de representació de l'estat, solen venir regulats per una constitució o una norma similar de caràcter fonamental en dret.
Hi ha la possibilitat que en un país hi hagi una monarquia parlamentària però sense que existeixi una veritable democràcia. és el que se sol denominar una 'democràcia formal', en la qual se sol atribuir al parlament la representació de la sobirania popular (encara que no necessàriament), i el govern constitueix el poder executiu, però el monarca acumula una gran capacitat de proposició, decisió o intervenció en les activitats, propostes i decisions del parlament i del govern. En aquest cas es parla més d'un sistema autoritari que democràtic, encara que quan això succeïx en l'actualitat és normal que constitueixi per al país un moment històric de transició entre un sistema polític antic autoritari, absolutista o fins i tot totalitari, cap a una democràcia.